# 赤芍

## 植物形态
毛莨科草芍药Paeonia obovata Maxim.，多年生草本，高40-70cm，根肥大，圆柱形或纺锤形，有分枝。外皮红棕色，茎直立，光滑无毛。2回3出复叶，互生，长达25cm，顶生小叶片最大，倒卵形或阔卵形。先端锐尖,基部楔形，侧生小叶片稍小，椭圆形，基部楔形或阔楔形。叶柄长14cm。花单生于茎顶。萼片2-3，淡绿色或淡红色，花瓣6-8，粉红色，雄蕊多，花药黄色。蓇葖果长圆形，表面粗糙。花期5-6月，果期8-10月。
生于阔叶林下及山沟中。分布于东北，西北，西南及河北，山西，安徽等地。根入药，为赤芍的一种来源，秋季采挖。

## 药材
又稱作赤芍藥、木芍藥。
圆柱形，稍弯曲，长10-40cm，直径0.8-3cm，表面棕褐色，粗糙，有纵沟及皱纹，并有须根痕及横向凸起的皮孔。外皮易脱落。质硬而脆，易折断，断面平坦，气微香，味微苦，酸涩。

## 饮片
横切或斜切的薄片，后1-2mm。外表棕褐色，切面粉白色或微红色，木部射线明显，成"菊花纹"，有时具有裂隙，皮薄。

## 性味归经
苦，微寒。归肝经。

## 功效应用
- 1. 清热凉血：主治热入营血，高热谵语，发斑出疹，血热出血证。
  2. 散瘀止痛：适于血瘀诸痛。
    - 妇女血瘀之月经不调，痛经，闭经。
    - 跌打损伤之瘀肿。
    - 疮痈肿痛，目赤肿痛，常配伍清热解毒药。

## 用量用法
常用6-15g。

## 使用注意
血虚有寒，孕妇及月经过多者忌用。反藜芦。

## 化学成分
主要含芍药苷、芍药内酯苷、氧化芍药吉酮、苯甲酰芍药苷、芍药新苷等。尚含有没食子鞣质、挥发油、蛋白质等。

## 药理作用
能明显增强肝细胞DNA合成，显著促进3H-胸腺嘧啶核苷掺入肝细胞。注射剂或赤芍苷能直接扩张冠状动脉，对急性心肌缺血有保护作用。煎剂、芍药苷能抗血小板聚集、抗血栓形成。

## 外部連結
- 川赤芍 Chuanceshao （页面存档备份，存于） 藥用植物圖像數據庫 (香港浸會大學中醫藥學院) （中文）（英文）
- 赤芍 Chishao （页面存档备份，存于） 中藥材圖像數據庫 (香港浸會大學中醫藥學院)
- 赤芍 Chi Shao （页面存档备份，存于） 中藥標本數據庫 (香港浸會大學中醫藥學院) （繁體中文）（英文）